# Knud Henriksen Gyldenstierne (biskop)
 For alternative betydninger, se Knud Henriksen Gyldenstierne. (Se også artikler, som begynder med Knud Henriksen Gyldenstierne)
Knud Henriksen Gyldenstierne (død 1560) var en katolsk biskop i Odense, den der overlistede Christian II i Oslo, samt rigsråd.
Han var søn af Henrik Knudsen Gyldenstierne (død 1517). Efter at have fået gejstlig uddannelse og taget magistergrad blev han sekretær i Christian II's kancelli. Da den jyske opstand udbrød, fungerede han sammen med Ove Bille som mægler mellem kongen og de oprørske stormænd og opsagde først kongen troskab omtrent samtidig med Ove Bille og Mogens Gjøe. Den 26. marts 1523 har han derpå i Viborg medbeseglet Frederik I's håndfæstning, blev straks optaget i rigsrådet og var blandt de råd, der ledsagede kongens søn Hertug Christian, da denne drog gennem Jylland og Fyn mod Sjælland og København. Kong Frederik synes allerede på denne tid at have udset ham til Jens Andersen Beldenaks efterfølger som biskop på hans fødeø Fyn. I hvert fald bød kongen, at han skulle forlenes med bispegården i Odense, hvilket dog denne gang blev forhindret ved, at biskop Jens Andersen Beldenak kort efter sluttede sig til Frederik I. Men da biskop Jens på grund af sin alder og sine mange stridigheder tænkte på at trække sig tilbage, bestemte han allerede 1527 at Henrik Knudsen Gyldenstjerne skulle efterfølge ham. Men først måtte Gyldenstierne forpligte sig til, når han blev biskop, at skulle betale den sum, der ellers svarede til den som paven krævede for bekræftelsen på bispestillingen. Sagen kom dog først endelig i orden 14. marts 1529, da Jens Andersen afstod ham bispedømmet mod en årlig pengesum. Senere, da katolikkernes had mod Henrik Knudsen Gyldenstierne var vakt, blev han beskyldt for ikke at have holdt kontrakten.
Gyldenstierne var katolsk biskop i Odense men forstod, hvor det bar hen, og han vendte sig mod Christian II, da denne i 1531 søgte at generobre magten i Norge. Knud fik kommandoen over Frederik I's flåde, der sejlede mod Norge, og i Oslo gav han frilejdebrev til Christian II. Knud holdt dog ikke ord, idet Christian II blev sejlet til Sønderborg og fængslet. Efter reformationen mistede Knud sin bispestol i Odense men blev i stedet rigsråd, som var en magtfuld stilling.
Da reformationen brød ud, søgte han af al magt at modsætte sig denne, dog mere ved åndelige midler end ved tvang. Ved statskuppet august 1536 blev han fængslet. i 1537 blev han dog løsgivet mod at forpligte sig til ikke at modarbejde den ny samfundsorden og til at være kongen og hans søn tro. I rigsrådet blev han aldrig genoptaget og levede nu som verdslig stormand nogle år i tilbagetrukken ro.
Han giftede sig med Jytte Podebusk, enke efter den ved Svenstrup faldne rigsråd Niels Brock til Estrup og datter af den rige rigsråd Predbjørn Podebusk. Herved fik han del i en stor mængde herregårde: Estrup, Ågård og Nørre Vosborg, ligesom han også efter sin broder Gabriel Gyldenstjerne fik Restrup Hovedgård og blev en meget rig mand. Hans søn Predbjørn Gyldenstierne overtog Nørre Vosborg og blev ligeledes rigsråd.
Han døde 8. dec. 1560 i en høj alder, vistnok over 80 år gammel, og ligger begravet i Århus Domkirke, hvor ligstenen endnu findes.